# 우오현
우오현(禹五炫, 1953년 ~)는 SM그룹을 창업한 대한민국의 기업인이다.